# Fajfy z jazzem
Fajfy z jazzem – cykl koncertów organizowanych przez Instytut Jazzu Akademii Muzycznej im. Karola Szymanowskiego w Katowicach w latach 2007–2008.
Odbyło się 6 koncertów. Pięć z nich miało miejsce w Bibliotece Śląskiej. Ostatni, finałowy koncert był podsumowaniem cyklu i odbył się w sali koncertowej Radia Katowice. Pomysłodawcą cyklu była Renata Danel. Kierownictwo muzyczne objął Kamil Barański.
Koncerty były retransmitowane przez TVP Katowice. Producentem cyklu był Marek Styś.
W koncertach brali udział m.in. Kuba Molęda, Kaja Karaplios, Alicja Kalinowska, Marcelina Stoszek oraz Maciej Starnawski.